# Orthoporus leius
Orthoporus leius är en mångfotingart som beskrevs av Chamberlin 1943. Orthoporus leius ingår i släktet Orthoporus och familjen Spirostreptidae. Inga underarter finns listade i Catalogue of Life.